# Aaron Spelling
Aaron Spelling (Dallas, 22 de abril de 1923-Los Ángeles, 23 de junio de 2006) fue un productor de películas y series de televisión estadounidense. Actualmente tiene el récord mundial del productor de televisión más prolífico.

## Biografía
Nació en Dallas (Texas), sus padres eran inmigrantes judíos polacos. A los ocho años sufrió un terrible ataque de psicosomatismo, y perdió la movilidad de sus piernas por un año. El hecho se debió a los constantes ataques de sus compañeros de escuela. Durante su adolescencia asistió a la Forest Avenue High School. Después ingresó en las Fuerzas Armadas de los Estados Unidos y una vez cumplido su servicio, estudió en la Southern Methodist University, graduándose en 1949.
Se casó con la actriz Carolyn Jones en 1953, mudándose después a California, la pareja se divorció en 1964. Luego se casó en 1968 con Carole Gene Marer (Candy Spelling), madre de sus hijos, y quien lo acompañó hasta su muerte, la pareja tuvo dos hijos la actriz Tori Spelling y el actor Randy Spelling.

## Carrera en Hollywood
Vendió su primer guion al Teatro Jane Wyman en 1954. Y escribió para Dick Powell, Playhouse 90 y Last Man, entre otros. Después comenzó a aparecer como actor en algunas series menores, desarrollando papeles de relleno y cosas por el estilo. Desde 1957 y hasta 1997 apareció en un total de 22 programas distintos (en varios shows solo durante unos cuantos episodios, siendo el más conocido en Gunsmoke).
Entre sus series más famosas están The Rookies, Starsky y Hutch, Los Hombres de Harrelson, Los Ángeles de Charlie, La Isla de la Fantasía, The Love Boat , Dinastía,  Charmed, Melrose Place, 7th Heaven (serie de televisión) y Beverly Hills, 90210.
Spelling también produjo más de 140 películas para televisión. Entre las más notables están: 'Death Sentence' (1974), en la que Nick Nolte tuvo su primer papel principal; 'The Boy in the Plastic Bubble' (1976), en la que John Travolta tuvo su primer papel dramático; 'The Best Little Girl in the World' (1981), con Jennifer Jason Leigh.